# Joseph Grimm
Joseph Grimm (* 23. Januar 1827 in Freising; † 1. Januar 1896 in Würzburg) war ein deutscher katholischer Theologe. Er war seit 1874 Professor der neutestamentlichen Exegese an der Universität Würzburg.

## Leben
Grimm besuchte das Gymnasium in Freising und begann 1845 ein Studium der Philosophie und Theologie an der Universität München. Einer seiner Professoren in München war Friedrich Windischmann, der großen Einfluss auf ihn hatte. Er war es auch der Grimm überzeugt, biblische Exegese als Studienfeld zu wählen. Seine früheste wissenschaftliche Arbeit war ein Aufsatz über Otto von Freising, den er noch während des Studiums verfasste. Anlass war eine 1847 gestellte Preisaufgabe der philosophischen Fakultät. Seine Arbeit, sie blieb leider ungedruckt, wurde ebenso wie die Arbeiten zwei seiner Mitkommilitonen mit dem Preise ausgezeichnet. Im Frühjahr 1848, während der Märzrevolution, gehörte Grimm dem Studenten-Freikorps an und trug sogar kurzzeitig Waffen. 1850 konnte er sein Studium beenden und wurde noch im gleichen Jahr, am 24. Juni 1850, zum Priester geweiht.
Seine erste Anstellung erhielt er im Oktober 1850 als Vikar bei St. Peter in München. Von 1852 bis 1854 war Grimm Hofmeister bei dem Grafen von Arco-Valley. Während dieser Zeit arbeitete er zugleich an seiner Dissertation. Er promovierte im August 1854 mit der Dissertationsschrift Die Samariter und ihre Stellung in der Weltgeschichte. Mit besonderer Rücksicht auf Simon den Magier zum Doktor der Theologie. Bereits im Oktober 1854 wurde er Kooperator an der Domkirche in München.
Im Februar 1856 übernahm Grimm eine Professur der Exegese am Lyceum in Regensburg, zunächst bis 1864 für das Alte und Neue Testament. Nach der Trennung der beiden Fächer im Herbst 1864 lehrte er die alttestamentliche Exegese. Im Mai 1868 wurde ihm der Titel eines bischöflichen geistlichen Rathes verliehen. Nachdem er 1869 einen Ruf an die Universität Prag abgelehnt hatte, wurde er am 4. August 1874 ordentlicher Professor der neutestamentlichen Exegese an der Universität Würzburg. Dort lehrte er bis zu seinem Tod. Vor allem zur Zeit des Kulturkampfes waren junge Theologen aus allen Teilen Deutschlands unter seinen Schülern. Einem Ruf an die Münchener Universität im Jahre 1885, nach dem Tode von Peter Schegg, folgte er nicht. Im Studienjahr 1888/89 wurde ihm außerdem das Amt des Rektors der Würzburger Universität übertragen. Neben seinen theologischen Interessen hatte er umfangreiche Kenntnisse in den orientalischen Sprachen und in Kunstgeschichte. Auf zahlreichen Reisen besuchte er die größeren Städte Italiens und deren Museen, 1890 weilte er für längere Zeit in Paris.
Grimm hinterließ ein umfangreiches Schrifttum. 1859 erschien Die vier Frauen im Stammbaum des Herrn bei Matthäus und 1861 Der Katechon des zweiten Thessaloniker-Briefes. 1863 veröffentlichte er Die Einheit des Lukas-Evangeliums. Ein Beitrag zur Evangelien-Harmonie und biblischen Einleitung und im gleichen Jahr Die Einheit der vier Evangelien. Während seiner Würzburger Zeit arbeitete er an seinem Hauptwerk Das Leben Jesu. Nach den vier Evangelien dargestellt, das er nicht mehr vollenden konnte. Es erschien zu seinen Lebzeiten 1876 der erste Band Geschichte der Kindheit Jesu und der zweite bis fünfte Band von 1878 bis 1887 als Geschichte der öffentlichen Thätigkeit Jesu. Von der Geschichte der Leiden Jesu konnte er nur den ersten Band, den sechsten des Gesamtwerkes, 1894 fertigstellen, der siebente und letzte erschien postum. Ebenfalls in seine Würzburger Zeit fiel die Rektoratsrede Das alte Israel und die bildenden Künste. Festrede zur Feier des 307. Stiftungstages der königlichen Julius-Maximilians-Universität gehalten am 2. Januar 1889 in Würzburg und noch im gleichen Jahr gedruckt.
Joseph Grimm starb am 1. Januar 1896, im Alter von 68 Jahren, in Würzburg nach kurzer Krankheit an einem Schlaganfall.

## Veröffentlichungen (Auswahl)
- Die Samariter und ihre Stellung in der Weltgeschichte. Mit besonderer Rücksicht auf Simon den Magier. (Dissertationsschrift), München 1854. (Digitalisat.)
- Die vier Frauen im Stammbaum des Herrn bei Matthäus. Tübingen 1859. (Digitalisat.)
- Der Katechon des zweiten Thessaloniker-Briefes (2. Thess. 2,7.). Stadtamhof, 1861. (Digitalisat.)
- Die Einheit des Lukas-Evangeliums. Ein Beitrag zur Evangelien-Harmonie und biblischen Einleitung. Regensburg 1863. (Digitalisat.)
- Die Einheit der vier Evangelien. Regensburg 1868. (Digitalisat.)
- Das alte Israel und die bildenden Künste. Festrede zur Feier des dreihundert und siebten Stiftungstages der Königlichen Julius-Maximilians-Universität. Würzburg 1889. (Digitalisat.)
- Das Leben Jesu. Nach den vier Evangelien dargestellt. 7 Bände, Regensburg 1876 bis 1899.